# Piwo kozicowe

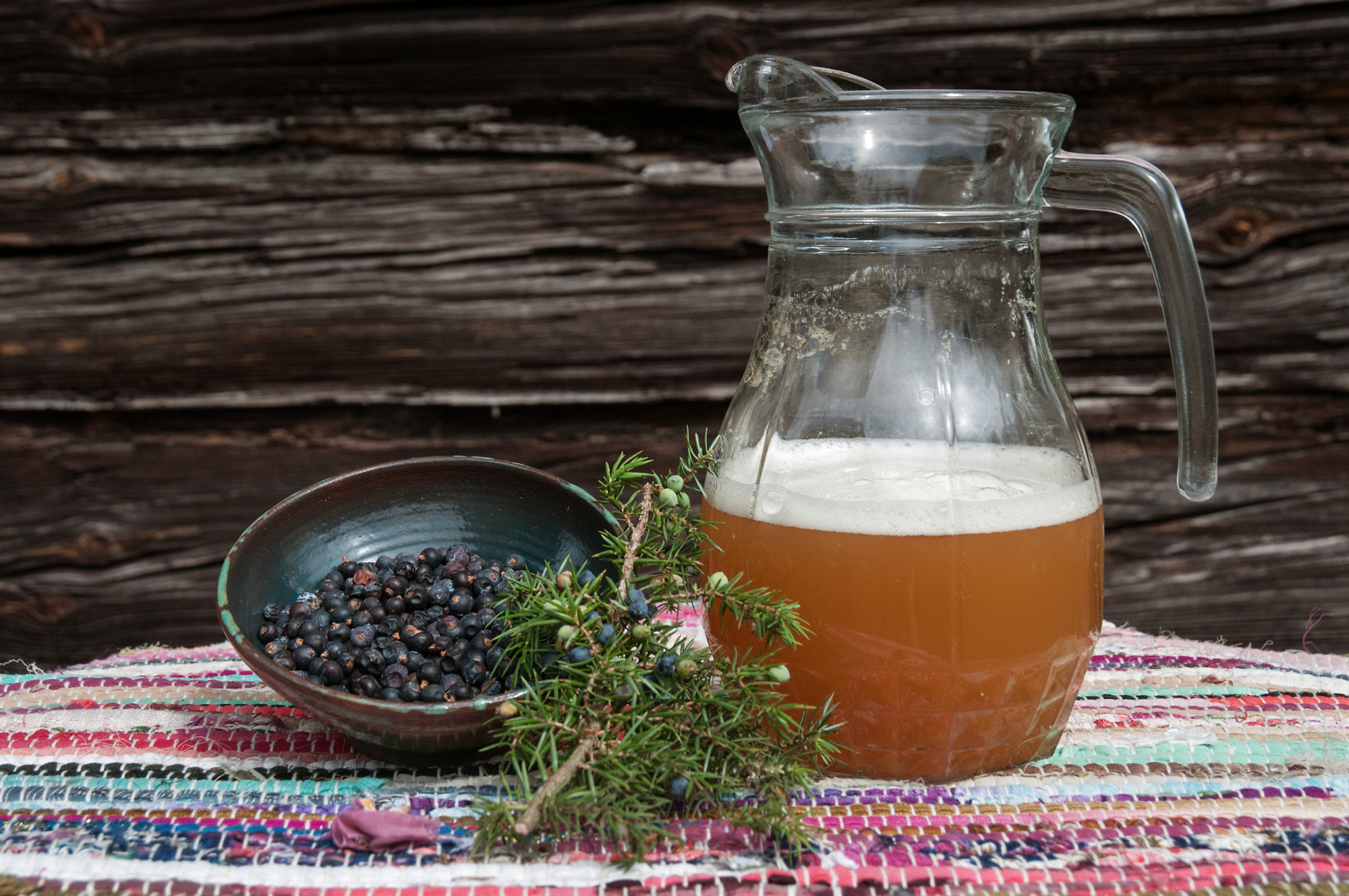
„Piwo kozicowe” przygotowane przez Elżbietę Prusaczyk z Tatar (Kurpie Zielone)

Piwo kozicowe, piwo jałowcowe, psiwo kozicowe – rodzaj słabego, nisko- lub bezalkoholowego napoju warzonego na Mazowszu. Dawniej był charakterystyczny dla części centralnej, północnej i północno-wschodniej Polski. Współcześnie to regionalny przysmak, wytwarzany głównie przez Kurpiów zamieszkujących tereny Puszczy Zielonej i Puszczy Białej. Do produkcji, zamiast słodu ze zbóż, używa się miodu, cukru oraz szyszkojagód jałowca pospolitego. Napój przygotowuje się z wywaru z pogniecionych i gotowanych jagód jałowca, z wywaru chmielu, miodu i/lub cukru, które po zmieszaniu z wodą i dodaniu drożdży fermentują przez dwa dni w szczelnie zamkniętym naczyniu.

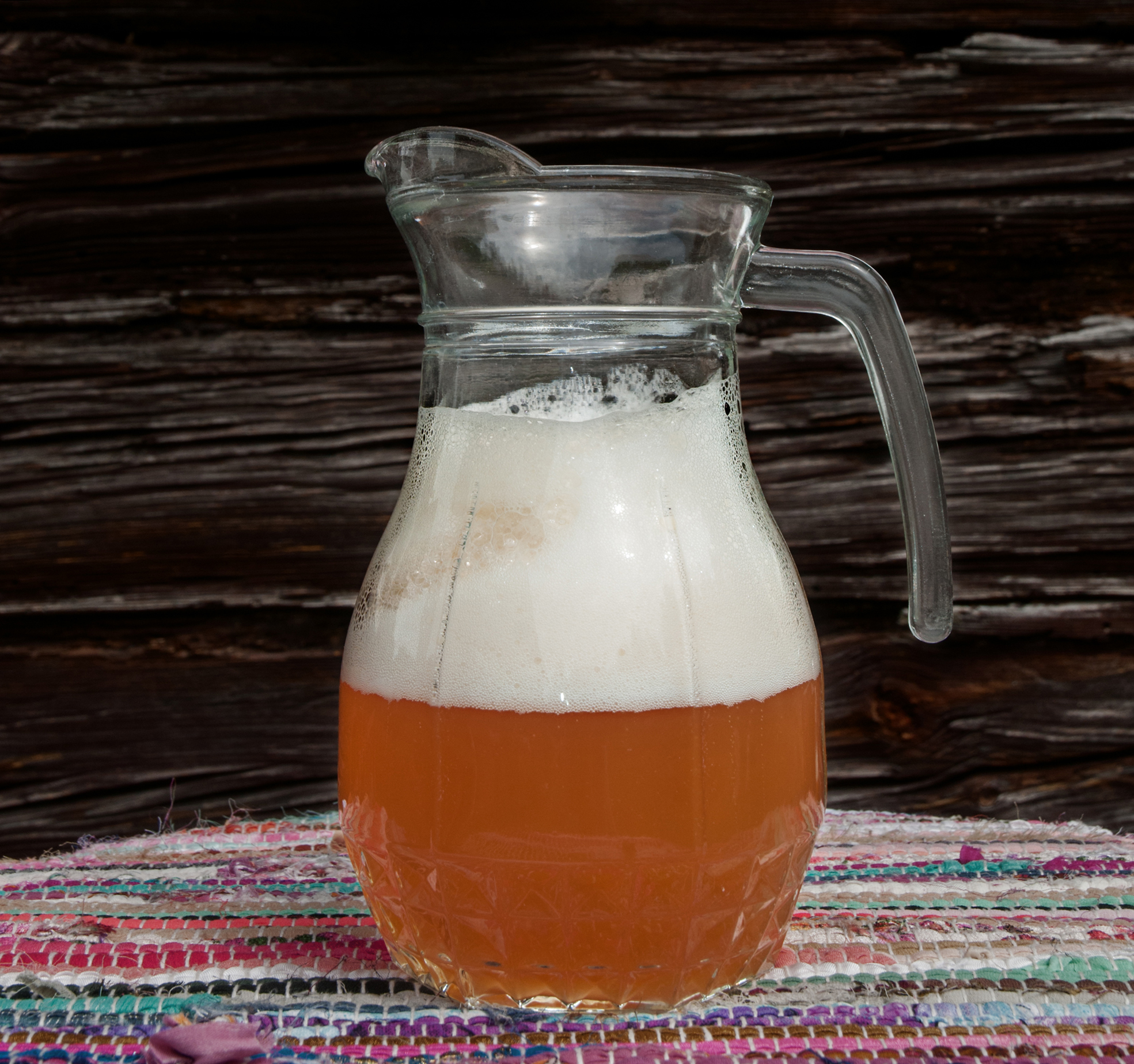
„Piwo kozicowe” świeżo po nalaniu do dzbanka

## Historia
Napoje z jałowcem powstawały w krajach bałtyckich i skandynawskich, np. w Estonii i Finlandii. Łukasz Łuczaj uważa, że „piwo jałowcowe”, występujące niegdyś powszechnie na północy Polski, to relikt prehistorycznego alkoholu. Powołuje się na prace historyka zajmującego się tą tematyką, Patricka McGoverna. Analizując pod kątem chemicznym ściany prehistorycznych naczyń, McGovern znalazł na artefaktach archeologicznych ślady związków chemicznych zawartych w jagodach jałowca. Badania prowadził w Danii: w Nandrup (znaleziska datowane na 1500–1300 r. p.n.e.), Kostræde (1100–500 r. p.n.e.) i Juellinge (ok. 200 r. p.n.e.). Łuczaj twierdzi również, że produkcja piwa jałowcowego to relikt okołobałtycki.
W gwarze kurpiowskiej nazwa napoju pochodzi od młodych pędów jałowca, czyli tzw. kozic. Kozice służyły Kurpiom jako bicze do poganiania koni. Tradycja przygotowywania „piwa kozicowego” pojawiła się na Kurpiach wcześniej niż warzenie piwa ze zboża i kwasów zbożowo-chlebowych, co było związane z szeroką dostępnością jałowca i stosunkowo późnym, bo XIX-wiecznym, rozwojem rolnictwa. Popularność „piwa kozicowego” jako napoju bezalkoholowego miała być odpowiedzią na akcję zwalczania picia wódki przez Kurpiów. W rzeczywistości jałowiec występuje w Puszczy Kurpiowskiej powszechnie, ponieważ rośnie na niskiej jakości glebach, a takie dominują w regionie. Dostępność tego surowca, tradycje bartnicze (a tym samym dostępność miodu, czy to z barci leśnych, czy później z przydomowych pasiek) oraz częsty głód, który cierpieli Kurpie, gospodarząc na słabych ziemiach, sprawiały, że nierzadko sięgali po dzikie rośliny jadalne. Ważne było też to, że jałowiec był źródłem cukru w napoju. Co więcej, według Adama Chętnika był on centralną rośliną kurpiowskiej kultury.

Przygotowanie napoju rozpoczynano od zebrania jagód jałowca, które następnie młócono kijami z krzewów na rozłożony materiał. Najlepsze owoce jałowca zbierano w słoneczne lato, a kiedy było mokro i chłodno, napój wytworzony z zebranych wówczas jagód mógł być kwaśny, a przez to gorszej jakości i smaku. Jagody suszono na słońcu, a następnie tłuczono w stępach lub kadłubkach. Celem było rozdzielenie jagód na dwie lub więcej części. Następnie owoce zalewano ciepłą wodą. Kolejnego dnia zlewano wodę i gotowano ją, zaprawiając chmielem. Po wystudzeniu napój miał klarowną konsystencję. „Piwo kozicowe” ma słodko-gorzki smak oraz jałowcowy aromat, lekko musuje. Z garnca jałowca robiono około dwóch garncy piwa. Zaprawiano je miodem albo cukrem. Jeśli napój dłużej stał w miejscu zbyt ciepłym, kwaśniał. Jeśli był zrobiony z dodatkiem miodu, po czasie powstawał ocet jałowcowy. Maria Żywirska pisała również, że w Puszczy Białej podczas wyrobu napoju używano lnianego płótna, by wytapiająca się z jałowca żywica mogła w nie wsiąknąć. Na wesela przygotowywano kilka beczek „piwa kozicowego”. Przed 1914 nie dodawano doń żadnych przypraw.

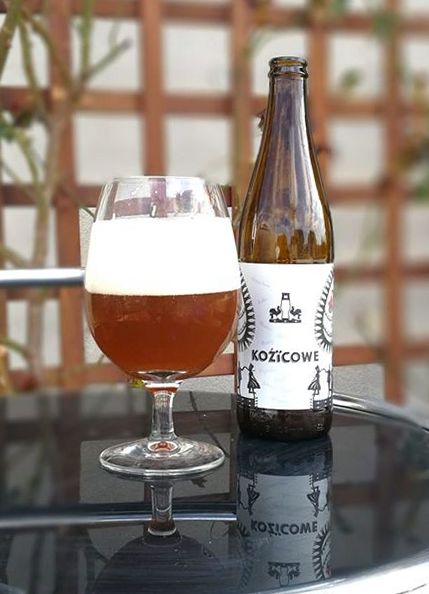
Piwo Koźϊcowe

„Piwo kozicowe” było dla Kurpiów przede wszystkim napojem orzeźwiającym. Kurpie traktowali je również jako napój obrzędowy. Wyrabiano je m.in. na wesela, chrzciny i pogrzeby. Wierzono też, że jest to napój korzystnie wpływający na zdrowie. Trafiło także do ludowych pieśni. Współcześnie „piwo kozicowe” wytwarza się z jagód jałowca, wody, drożdży, cukru, miodu i nierzadko chmielu. Proporcje są różne w zależności od wsi, gospodyni, miejscowego zwyczaju.
„Piwo jałowcowe” było dawniej popularne nie tylko na Kurpiach. Napój ten wytwarzano w XIX wieku na Kaszubach. Pojawia się w jednym z najstarszych zabytków języka kaszubskiego, poemacie O reboku Czorlińścim co do Pucka po serce jachoł z 1880. Do II wojny światowej było powszechne również na Podlasiu, potem zwyczaj jego wytwarzania zanikł w tym regionie. Od 1964 Muzeum Rolnictwa w Ciechanowcu działa na rzecz wskrzeszenia tradycji wytwarzania „piwa jałowcowego” na Podlasiu. Napój znany był także na Warmii jako lenkwar lub piwo kadykowe. Był święcony w trzeci dzień świąt Bożego Narodzenia. Używano go do przygotowania noworocznego tortu o nazwie nowolat lub nowolatek. Tradycja przetrwała w niektórych wsiach na Warmii. W wielu regionach na północy Polski „piwo jałowcowe” wytwarzano do początku XX wieku. Od lat 80. XX wieku tradycja wytwarzania i spożywania tego napoju została wyparta z powszechnej świadomości. Istnieją wyjątki od tej zasady. Przykładowo ożywienie produkcji „piwa kozicowego” na Kurpiach wiązało się z rozwojem oferty imprez kulturalnych, co datuje się na okres po 1989.
Współcześnie owoce jałowca używane do produkcji „piwa kozicowego” najczęściej kupuje się w sklepach zielarskich. Jałowiec nie jest tak popularny jak dawniej, ponieważ znika z krajobrazu. Mimo popularności, piwo kozicowe nie jest masowo produkowane, ale współcześnie pojawia się na weselach w regionie, można go spróbować także na imprezach i festynach. Oferują je gospodarstwa agroturystyczne, restauracje i placówki muzealne. Powstała też marka Koźϊcowe. Na etykietach umieszczono słowa w gwarze kurpiowskiej. Napój jest dostępny w ponad 20 wybranych miejscach w Polsce.
Gmina Sterdyń 3 lipca 2015 została depozytariuszem wpisu „piwa kozicowego” na listę produktów tradycyjnych Ministerstwo Rolnictwa i Rozwoju Wsi.